# Calle Mesón del Moro
La calle Mesón del Moro es una vía pública de la ciudad española de Sevilla.

## Descripción
La vía discurre desde la calle Mateos Gago hasta Ximénez de Enciso. Debe el título a un mesón de ese nombre que existía allá. Aparece descrita en la Noticia histórica del origen de los nombres de las calles de esta ciudad de Sevilla (1839) de Félix González de León con las siguientes palabras:

Calle del Meson del Moro. Un meson así llamado que hay en ella, es el que le dá el nombre á esta calle que està situada en el cuartel B. y en la parroquia del Sagrario. Dá paso desde la Borseguineria, á calle Encisos, y nada hay que observar, sino que es muy angosta.
(González de León, 1839, p. 363)